# Clístenes (transvestit)
Clístenes (en llatí Cleisthenes, en grec antic Κλεισθένης) fou un atenenc, el primer transvestit del qual es tenen notícies.
El seu efeminament el va portar sota el fuet d'Aristòfanes més d'una vegada. A Els núvols Aristòfanes diu que els núvols prenien forma de dona quan el veien, i a les Tesmofòrides trobem que Clístenes explica a les dones que Èsquil va contractar Mnesíloc (que després seria un dels Trenta tirans) per espiar-les. Prenia l'aspecte d'una dona, però tot i així, una vegada almenys, va ser nomenat per exercir un ofici sagrat (Δεωρός), segons Aristòfanes a Les vespes. Es diu que per a conservar el seu aspecte juvenil, no portava barba, que eliminava aplicant-se brea.